# Seur
Seur település Franciaországban, Loir-et-Cher megyében. Lakosainak száma 486 fő (2022. január 1.). Seur Cellettes, Chailles, Chitenay, Les Montils és Le Controis-en-Sologne községekkel határos.

## Népesség
A település népessége az elmúlt években az alábbi módon változott:
| Lakosok száma | 193  | 231  | 302  | 456  | 477  | 481  | 477  | 482  | 481  | 486  |
|               | 1968 | 1982 | 1990 | 2006 | 2013 | 2015 | 2017 | 2019 | 2020 | 2022 |